# Phyllonorycter pumilae
Phyllonorycter pumilae is een vlinder uit de familie van de mineermotten (Gracillariidae). De wetenschappelijke naam van de soort werd voor het eerst geldig gepubliceerd in 1981 door Ermolaev.
De soort gebruikt Ulmus pumila als waardplant. Hij komt voor in het noordwesten van China en het uiterste oosten van Rusland (kraj Primorje) en vermoedelijk ook in het gebied daartussen.